# Championnat d'Amérique du Nord masculin de volley-ball 1999
Navigation
Édition précédente Édition suivante
Le 16e championnat d'Amérique du Nord de volley-ball masculin s'est déroulé du 7 septembre 1999 au 12 septembre 1999 à Monterrey, Mexique. Il a mis aux prises les huit meilleures équipes continentales.

## Classement final
| Place              | Équipe     |
| ------------------ | ---------- |
| Médaille d'or      | États-Unis |
| Médaille d'argent  | Cuba       |
| Médaille de bronze | Canada     |
| 4                  | Mexique    |
| 5                  | Porto Rico |
| 6                  | Barbade    |
| 7                  | Guatemala  |
| 8                  | Jamaïque   |